# Tata Steel-toernooi 2017
Het Tata Steel-toernooi van 2017 vond plaats van 13 t/m 29 januari in het Nederlandse Wijk aan Zee. Het is een jaarlijks schaaktoernooi, vernoemd naar de hoofdsponsor Tata Steel. Het toernooi werd gewonnen door de Amerikaan Wesley So. Op donderdag 19 januari speelde de mastergroep in De Kuip in Rotterdam en op woensdag 25 januari speelde de mastergroep in De Philharmonie in Haarlem.

## Eindstand Masterstoernooi

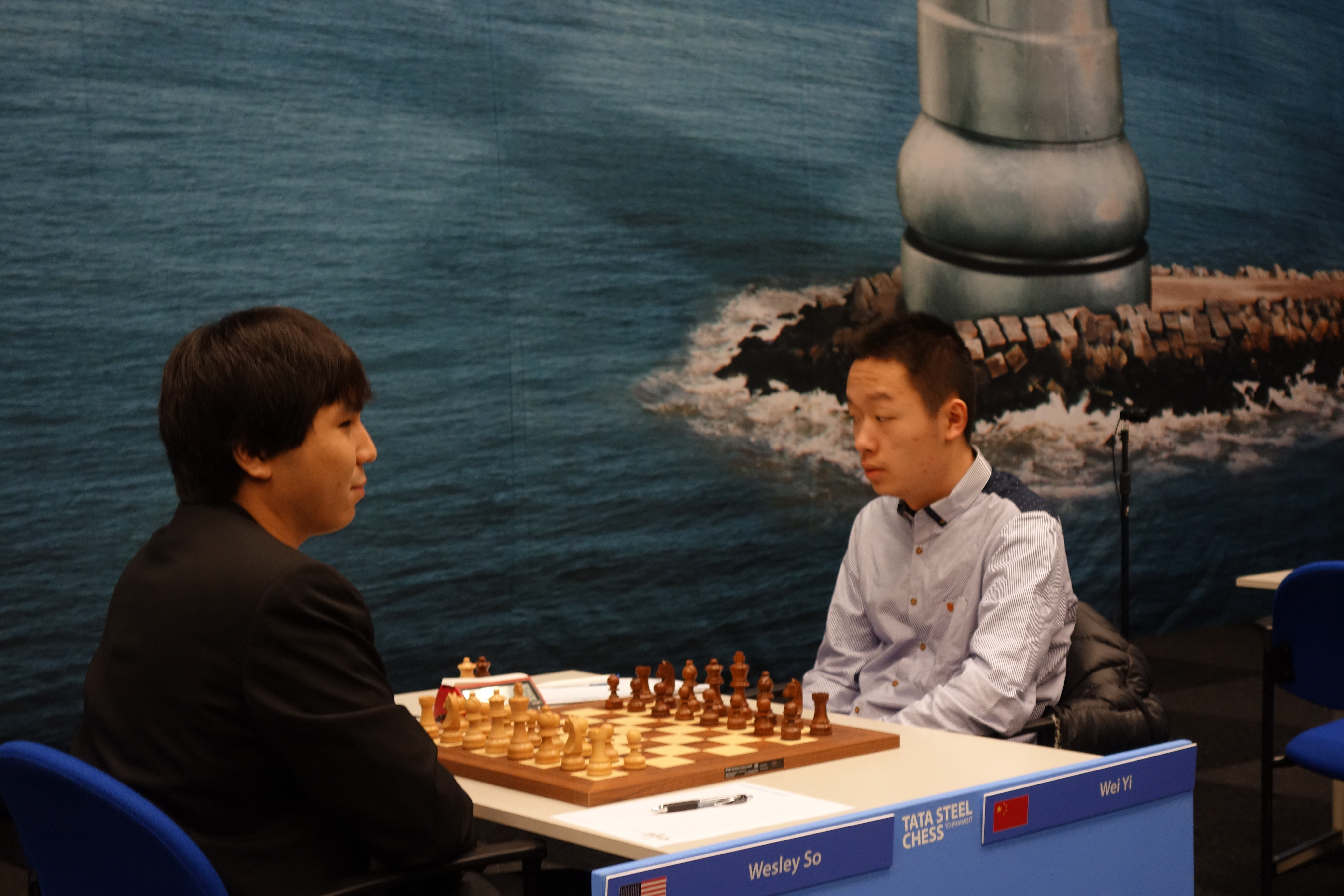
Wesley So vóór zijn partij tegen Wei Yi

| Nr.    | Schaker              | Rating | Punten | SB  | 1 | 2 | 3 | 4 | 5 | 6 | 7 | 8 | 9 | 10 | 11 | 12 | 13 | 14 |
| ------ | -------------------- | ------ | ------ | --- | - | - | - | - | - | - | - | - | - | -- | -- | -- | -- | -- |
| Goud   | Wesley So            | 2808   | 9      | 53½ | * | ½ | ½ | ½ | ½ | ½ | ½ | ½ | 1 | ½  | 1  | 1  | 1  | 1  |
| Zilver | Magnus Carlsen       | 2840   | 8      | 51¼ | ½ | * | ½ | ½ | 1 | ½ | 1 | ½ | ½ | ½  | 1  | ½  | 0  | 1  |
| Brons  | Baskaran Adhiban     | 2653   | 7½     | 47  | ½ | ½ | * | ½ | ½ | 1 | 0 | ½ | 0 | 1  | 1  | ½  | 1  | ½  |
| Brons  | Levon Aronian        | 2780   | 7½     | 46  | ½ | ½ | ½ | * | ½ | 0 | 1 | 1 | ½ | 0  | ½  | ½  | 1  | 1  |
| Brons  | Wei Yi               | 2704   | 7½     | 44¾ | ½ | 0 | ½ | ½ | * | 1 | ½ | ½ | ½ | ½  | 0  | 1  | 1  | 1  |
| 6      | Sergej Karjakin      | 2785   | 7      | 43  | ½ | ½ | 0 | 1 | 0 | * | ½ | ½ | ½ | 1  | ½  | ½  | ½  | 1  |
| 7      | Pavel Eljanov        | 2755   | 7      | 42  | ½ | 0 | 1 | 0 | ½ | ½ | * | ½ | ½ | ½  | ½  | ½  | 1  | 1  |
| 8      | Anish Giri           | 2773   | 6½     | 41  | ½ | ½ | ½ | 0 | ½ | ½ | ½ | * | ½ | ½  | ½  | 1  | ½  | ½  |
| 9      | Pendyala Harikrishna | 2766   | 6      | 40  | 0 | ½ | 1 | ½ | ½ | ½ | ½ | ½ | * | ½  | ½  | ½  | ½  | 0  |
| 10     | Dimitri Andreikin    | 2736   | 6      | 39  | ½ | ½ | 0 | 1 | ½ | 0 | ½ | ½ | ½ | *  | ½  | ½  | ½  | ½  |
| 11     | Radosław Wojtaszek   | 2750   | 6      | 35¾ | 0 | 0 | 0 | ½ | 1 | ½ | ½ | ½ | ½ | ½  | *  | ½  | ½  | 1  |
| 12     | Ian Nepomniachtchi   | 2767   | 5      | 31½ | 0 | ½ | ½ | ½ | 0 | ½ | ½ | 0 | ½ | ½  | ½  | *  | ½  | ½  |
| 13     | Richárd Rapport      | 2702   | 4½     | 28  | 0 | 1 | 0 | 0 | 0 | ½ | 0 | ½ | ½ | ½  | ½  | ½  | *  | ½  |
| 14     | Loek van Wely        | 2695   | 3½     | 20¾ | 0 | 0 | ½ | 0 | 0 | 0 | 0 | ½ | 1 | ½  | 0  | ½  | ½  | *  |

## Overig

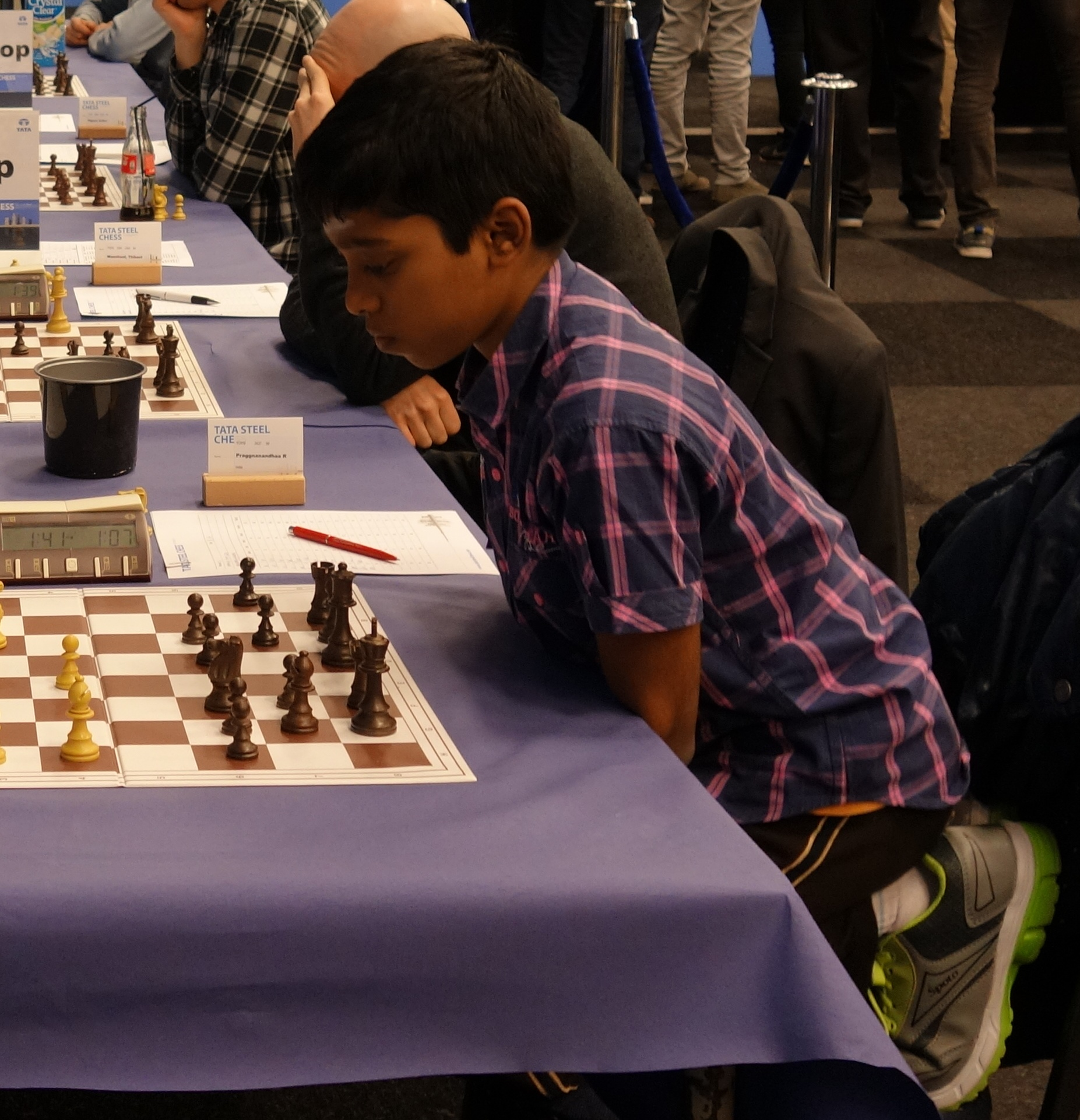
Praggnanandhaa Rameshbabu (2017)

- Bij de Tata Steel Challengers (de vroegere B-groep) streden 14 spelers om de eerste plaats. Grootmeesters Gawain Jones en Markus Ragger scoorden allebei 9 punten uit 13 partijen, waarbij Jones als hoogste eindigde. Jeffery Xiong werd in deze categorie derde met 8,5 uit 13.
- Bij de Amateurs Tienkamp Top werd de 15-jarige Nederlander Lucas van Foreest winnaar, met 6,5 punt uit 9 partijen. De 11-jarige internationaal meester Rameshbabu Praggnanandhaa uit India (met een rating van 2437) werd in deze groep tweede, met 6 uit 9.